# 사랑 그리고 죽는 연습
"사랑 그리고 죽는 연습"은 1998년에 개봉한 대한민국의 영화이다.

## 캐스팅
- 정인철 : 현우 역
- 강선영 : 수진 역
- 마린 에스판 : 현우 애인 역
- 톰 : 친구  역
- 체리 밍 : 친구 역
- 문칭 에스코바 : 의사 역